# Sebastian Kempert
Sebastian Benjamin Kempert (* 1978 in Buxtehude) ist ein deutscher Pädagoge und Hochschullehrer.

## Leben
Nach dem Studium der Psychologie (2001–2008) an der Technischen Universität Berlin (Diplomand am MPI für Bildungsforschung (Elsbeth Stern)) war er von 2008 bis 2012 wissenschaftlicher Mitarbeiter (Doktorand) an der Universität Frankfurt (Main), Fachbereich Erziehungswissenschaften, Lehrstuhl für Grundschulpädagogik und Empirische Bildungsforschung (Ilonca Hardy). Nach der Promotion 2012 zum Dr. phil. (Pädagogische Psychologie) ist er seit 2023 W 3-Professor für Empirische Grundschulpädagogik und -didaktik in Potsdam.
Seine Forschungsschwerpunkte sind außerschulische Interessen als didaktische Ressource für individualisierte Lernangebote, kognitive Effekte von Zwei- und Mehrsprachigkeit und ihre Relevanz für schulisches Lernen, Motivation und professionelle Selbstregulation (angehender) Lehrkräfte, Rolle der Sprache für konzeptuelles Lernen und Förderung sprachlicher Kompetenzen im Vorschulalter.